# جويل توري
جويل توري هو منتج أفلام ومخرج وممثل فلبيني، ولد في 19 يونيو 1961 بباكولود في الفلبين.

## أعمال

### أفلام
- (2012) ميراث بورن[4][5]

### مسلسلات
- كاسل

## وصلات خارجية
- جويل توري على موقع IMDb (الإنجليزية)
- جويل توري على موقع ألو سيني (الفرنسية)
- جويل توري على موقع ميوزك برينز (الإنجليزية)
- جويل توري على موقع أول موفي (الإنجليزية)
- جويل توري على موقع قاعدة بيانات الفيلم (الإنجليزية)
- جويل توري على موقع كينوبويسك (الروسية)